# Bujant járás (Bajan-Ölgij)
A Bujant járás (mongol nyelven: Буянт сум) Mongólia Bajan-Ölgij tartományának egyik járása.
Székhelye Bujant (Буянт), mely 110 km-re délre fekszik Ölgij tartományi székhelytől.
Legmagasabb hegye a Cengelhajrhan (3943 m), a járást átszelő jelentősebb folyó a Szagszaj (a Hovd mellékfolyója). A Szagszaj bal partján terül el Bujant járási székhely.